# Corner
|  | No s'ha de confondre amb Córner. |

El corner, arbre de roca, bec de gall, cornera, corunyer, mallenquera, perelloner o pomerola (Amelanchier ovalis), és un arbust que es troba en tot el centre i sud d'Europa i que és típic de la vegetació mediterrània de la muntanya mitjana. Pertany a la família de les rosàcies. Als Països Catalans es presenten les varietats botàniques ovalis i balearica.
Addicionalment pot rebre els noms de borrinyoler, borrinyolera, cireretes de pastor, galluvera, perereta, pomera, pomera borda i pomereta borda. També s'han recollit les variants lingüístiques ballomera, bellumera, carroner, cormiera, corniell, cornier, corniera, corniguer, cornulier, cornyer, cornyera, corronyer, corrunyé, curna, cúrnia, curnieres, cúrnies, curniol, curroner, curronyer, currunyer, curunyer, gallomera, gallubera, gallumera, gayumera, gayuvera, guilloma, guillomera, guillumes, llamanguera, mallanguera, mallerenguera, palosanto, villomera i villumes.

## Descripció

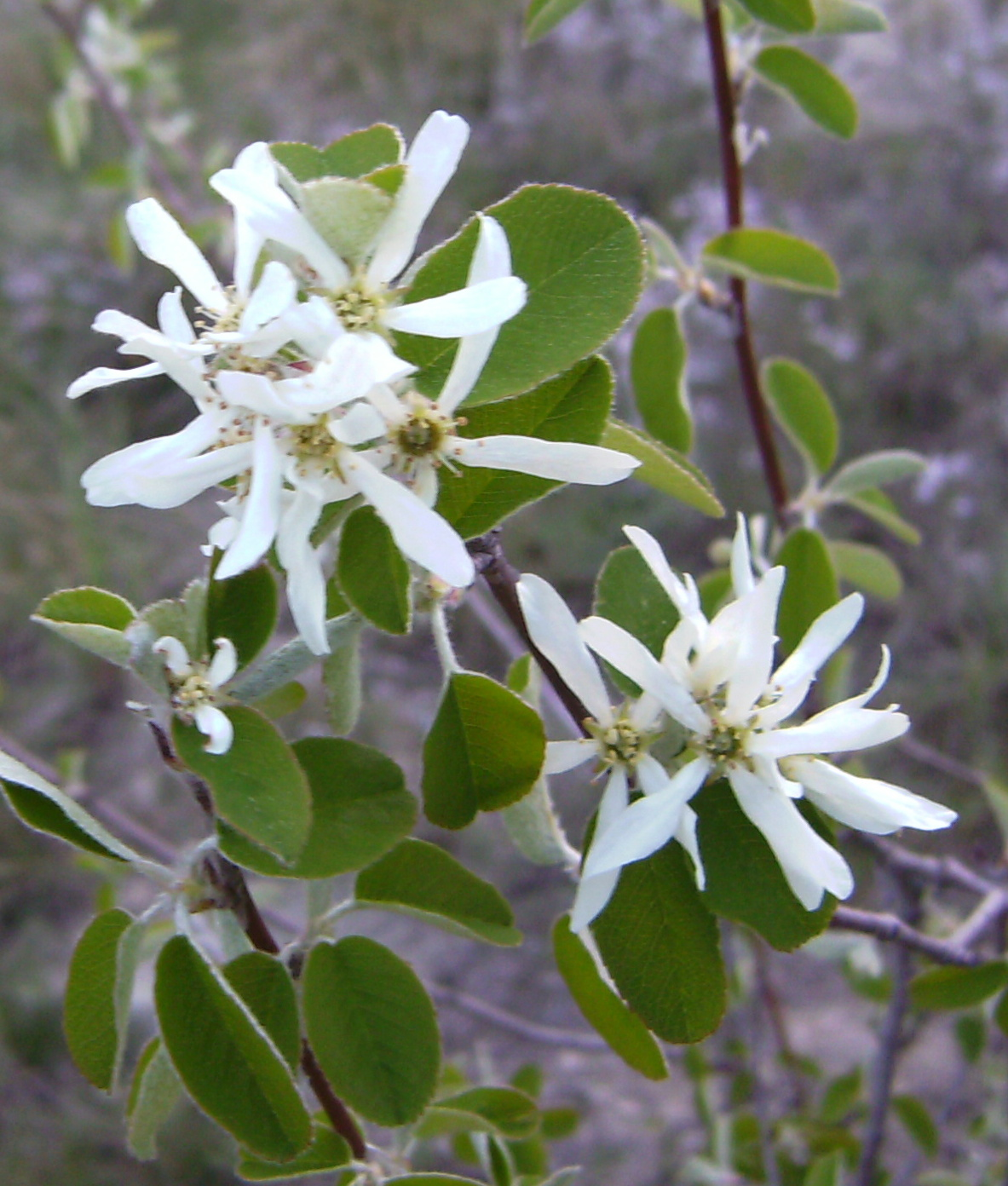
Flors del corner

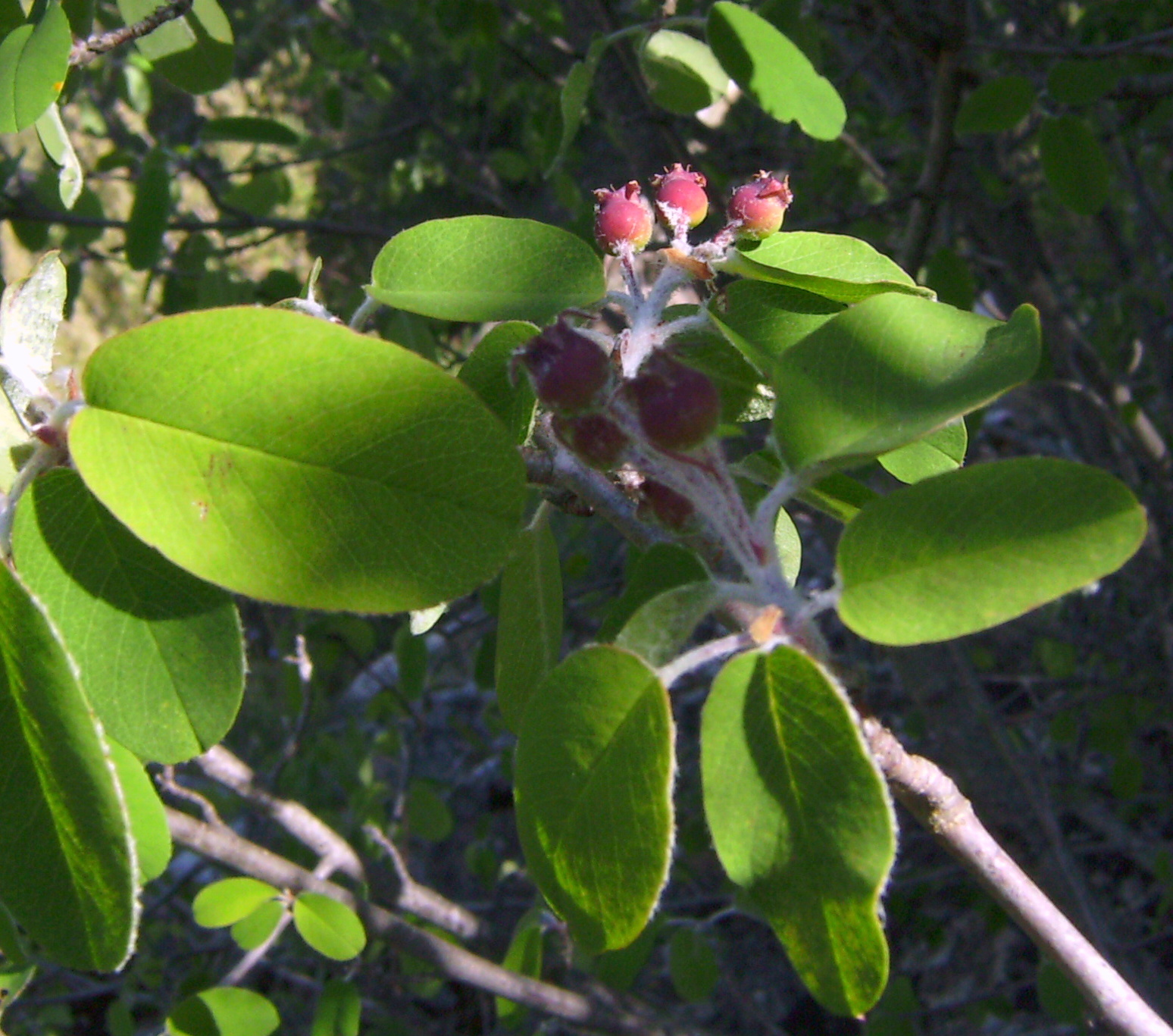
Corner amb fulles i fruits joves

És un arbust caducifoli de branquillons joves tomentosos de fins a 4 metres d'alçada amb diverses tiges. Té fulles de 2 a 6 cm, llargament peciolades, ovals i serrades. Floreix d'abril a maig amb flors en raïms corimbiformes de pètals blancs molt allargats, i fructifica a l'estiu formant un fruit bru negrós de forma de pom, de 5 a 10 mm.

## Hàbitat
Boscs caducifolis poc densos, boixedes, etc., sobretot en terrenys rocosos calcaris i a vegades en els silicis. Als Països Catalans, es troba entre els 600 (excepcionalment als 100 m) i els 1.700 m d'altitud.

## Propietats
La medicina tradicional atribueix a la infusió de l'escorça amb hidrogencarbonat de sodi propietats com a hipotensor, diürètic, colerètic, astringent i antiinflamatori. A les fulles, se'ls atribueixen propietats hipotensores i antipirètiques. La saba, s'utilitza com a diürètica i antireumàtica.